# The Corbett-Fitzsimmons Fight
The Corbett-Fitzsimmons Fight je americký němý film z roku 1897. Režisérem je Enoch J. Rector (1863–1957). Film trval až 100 minut, ale dochovalo se asi jen 30 minut. V roce 2012 byl uložen do Národního filmového registru (National Film Registry).
Film zachycoval boxerský zápas mezi Jamesem J. Corbettem a Bobem Fitzsimmonsem v Carson City na Den svatého Patrika v roce 1897. Film měl premiéru 22. května 1897 v newyorské hudební akademii a poté se rozšířil do mnoha dalších měst, kde ho měly možnost zhlédnout i ženy, což vyvolalo pobouření, protože ženy v té době neměly na boxerské zápasy přístup.